# 低氧化硫
低氧化硫是硫的一类氧化物，包括以下几种：
- SO，一氧化硫和它的双聚体S2O2
- S2O

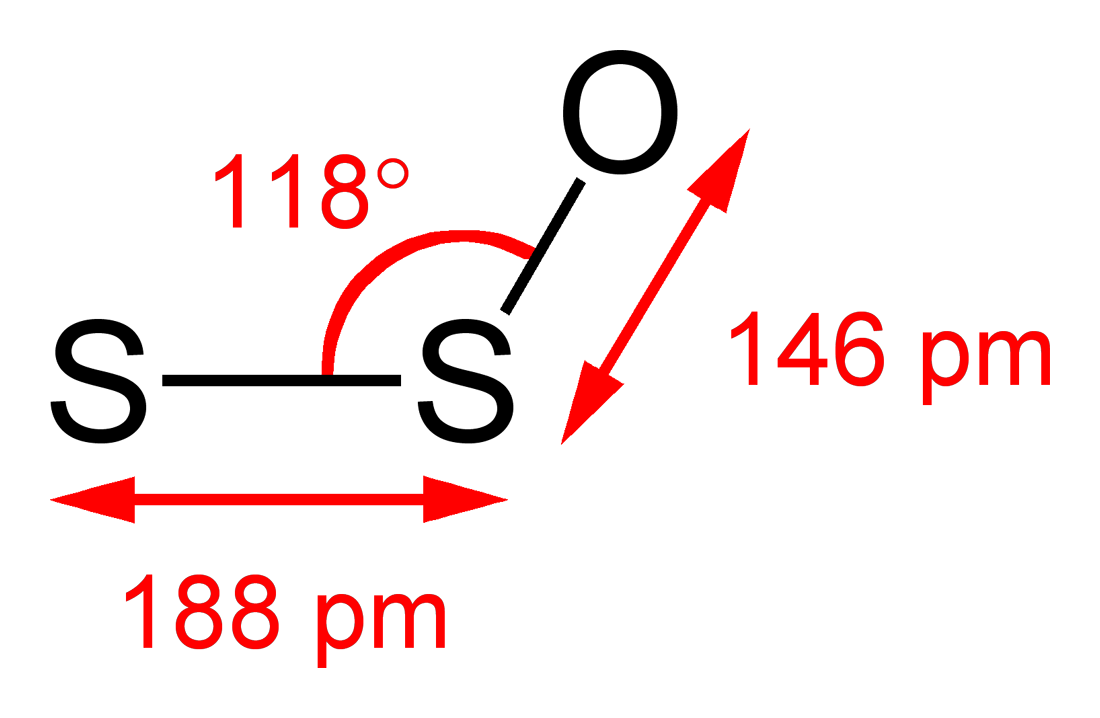
S_{2}O的结构

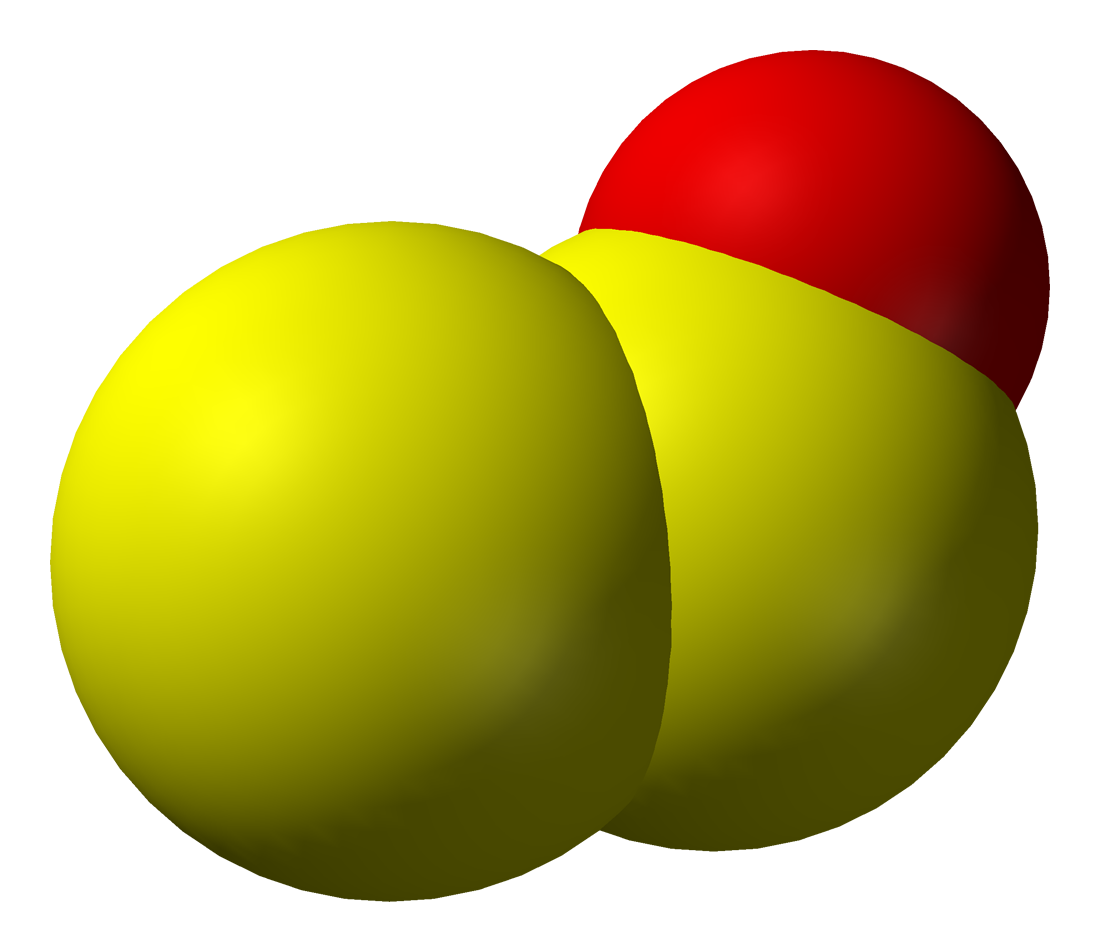
S_{2}O的空间填充模型

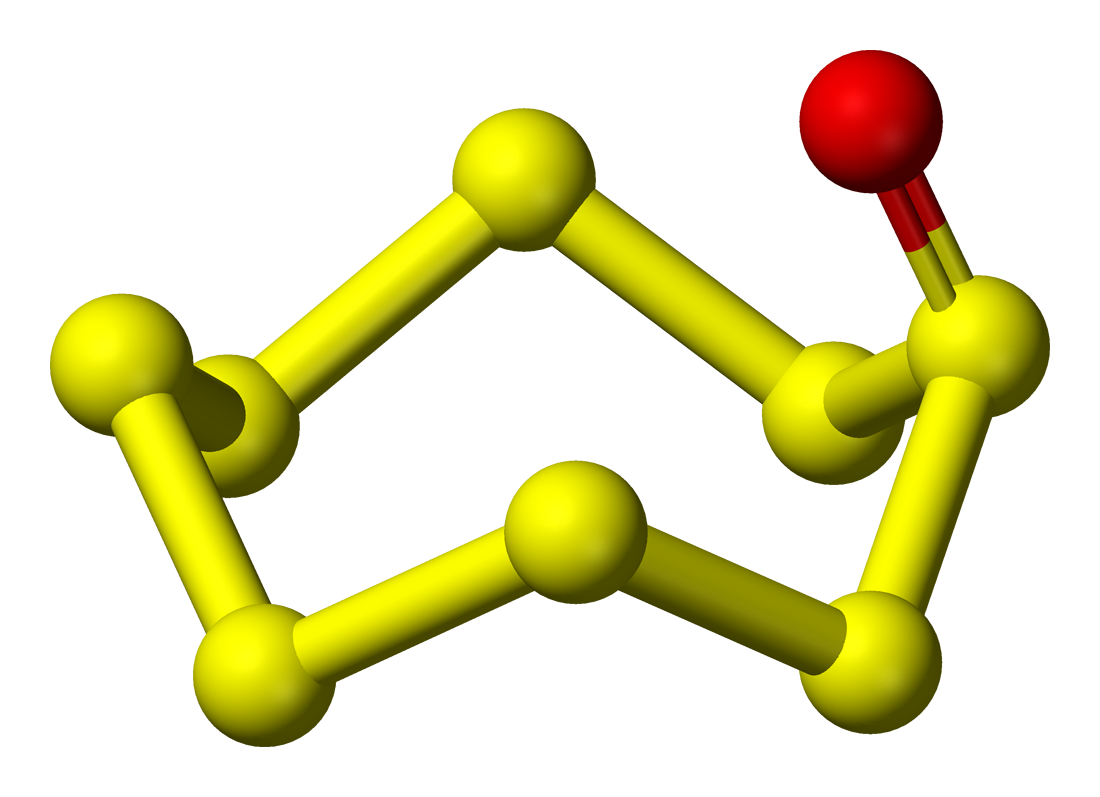
S_{8}O的球棍模型

- 一氧化多硫，SnO，在Sn（n为5-10）环上连接一个硫氧双键
- S7O2
- 聚合氧化物，聚合硫氧化物有时被称作PSO's

人们对低氧化硫的兴趣因为研究需要而上升，例如大气中硫污染的原因。对含有大量硫氧化物的外星大气进行研究，例如木星的卫星木卫一和金星。早期由一些工人报道的这类化合物，例如将硫溶于液态三氧化硫中得到的蓝色“三氧化二硫”（S2O3），实际上似乎是多硫阳离子S42+和S82+形成的盐的混合物。
一氧化硫，单体(SO)和双聚体(S2O2)
这两种分子在低温下能稳定存在于冷凝阱中(参见一氧化硫)。
一氧化二硫，S2O
S2O的空间构型为V形，这与二氧化硫、臭氧和S3类似。S-S键键长为188.4pm，而S-O键为146.5pm，S-S-O键的键角为117.88°。这两种化学键的键偶极矩分别是μa = 0.875D和μb = 1.18D。
一氧化三硫，S3O
这种不稳定的分子可以在气相中用中和—再电离质谱法检测到。它的环状或链状结构的异构体都已被发现。
SnO
多种通式为SnO（n= 5-10）的一氧化多硫是已知的，这些化合物中氧在环外以硫氧双键与Sn环相连。它们可以用三氟过乙酸（CF3C(O)OOH）氧化对应的环状Sn硫单质制得。这些物质都是深色的，分解时产生硫和二氧化硫。 
S6O2, S7O2
S6O2和S7O2可以分别用三氟过乙酸氧化环状S6和S7制得。不过S6O2晶体还没有被分离出来。
聚合氧化物
人们正在对它们进行研究以确定它们是否是木卫一显示颜色的原因。